# Macromyzus
Macromyzus  (лат.) — род тлей из подсемейства Aphidinae (Macrosiphini). Китай, Корея, Япония, Индия.

## Описание
Мелкие насекомые, длина 1,8—2,8 мм. Усики 6-члениковые. Формула хетотаксии передних лапок 4,4,4 или 4,4,3. 
Ассоциированы, главным образом, с папоротниками (Asplenium, Cheilanthes, Dioscorea alata, Plagiogyria japonica), а также с цветковыми растениями Hydrangea, Deutzia gracilis (Hydrangeaceae), Weigela coraeensis (Caprifoliaceae). Диплоидный набор хромосом 2n=12
.
- Macromyzus (Anthracosiphoniella) maculatus  (A.N. Basu, 1969)
- Macromyzus indicus David & Narayanan, 1968
- Macromyzus manoji Raha & Raychaudhuri, 1978
- Macromyzus spinosus  Su & Qiao, 2010
- Macromyzus woodwardiae  (Takahashi, 1921)[4][5]